# Évin-Malmaison

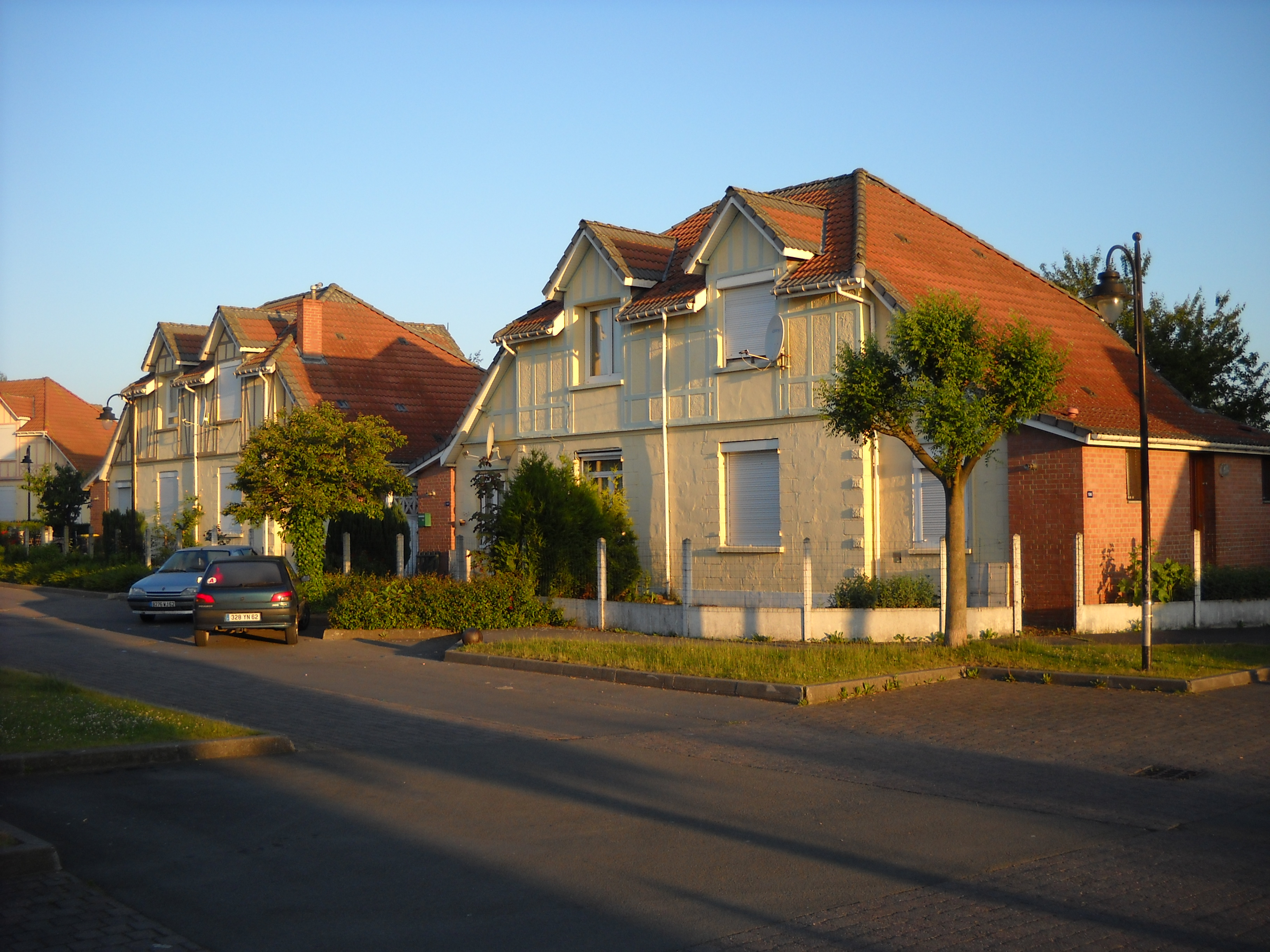

Évin-Malmaison là một xã của tỉnh Pas-de-Calais, thuộc vùng Hauts-de-France, miền bắc nước Pháp.

## Dân số
| 1962                                                           | 1968 | 1975 | 1982 | 1990 | 1999 | 2004 |
| -------------------------------------------------------------- | ---- | ---- | ---- | ---- | ---- | ---- |
| 4022                                                           | 4437 | 4388 | 4121 | 4934 | 4731 | 4758 |
| Census count starting from 1962: Population without duplicates |      |      |      |      |      |      |